# L'estate di Hubner
L'estate di Hubner è un brano del gruppo Toromeccanica. Il singolo, accompagnato dal videoclip ufficiale, è stato pubblicato il 7 ottobre 2015.

## Descrizione
Il brano, oltre che per la sua musicalità, diventa virale grazie alla partecipazione del capocannoniere della Serie A 2001-2002 Dario Hübner nel videoclip ufficiale della band, prodotto da Springo Studio con la regia di Federico Mudoni..

## Traccia
Digital Download
1. L'estate di Hubner - 2:59